# 77-я пехотная дивизия (Иран)
77-я пехотная дивизия Хорасана (перс. لشکر پیاده ۷۷ پیروز ثامنالائمه خراسان‎) — тактическое соединение сухопутных войск Исламской Республики Иран. Дивизия базируется в Мешхеде, остан Хорасан-Резави.
Дивизия была создана в Шаханшахском Государстве Иран в 1970-х годах. Во время ирано-иракской войны дивизия участвовала в операции «Фатх-ол-Мобин» (март 1982 г.), операции «Рамадан» (июль 1982 г.), операции «Бадр» (март 1985 г.), и операции «Карбала-6» в начале 1987 года. Один из самых известных эпизодов деятельности подразделения произошел 9 мая 1982 года, когда 6000 военнослужащих этой дивизии были переброшены из Мешхеда в Хузестан за одну ночь. Это стало возможным в результате использования принадлежащего Ирану Boeing 747 в качестве военно-транспортного самолёта, установившего новый мировой рекорд в истории воздушного транспорта.